# James Forsyth
James William Forsyth (ur. 26 sierpnia 1834, zm. 24 października 1906) – oficer armii amerykańskiej, uczestnik wojny secesyjnej i walk z Indianami, dowódca 7. Pułku Kawalerii podczas masakry Indian nad Wounded Knee 29 grudnia 1890.

## Życiorys
Urodzony w stanie Ohio, w 1856 ukończył studia w Akademii Wojskowej West Point, a następnie przez pięć lat, aż do wybuchu wojny secesyjnej, służył w Fort Bellingham na indiańskim pograniczu Terytorium Washington. Podczas wojny domowej był początkowo kapitanem 10 Pułku Kawalerii i – od 1863 roku już jako major – pełnił obowiązki inspektora żandarmerii w Armii Potomacu. W 1864 został szefem sztabu generała Philipa Sheridana a za wyróżniającą postawę w walkach w dolinie Shenandoah i pod Richmond został awansowany na generała brygady ochotników. W latach 1866–1867 dowodził brygadą kawalerii i pełnił funkcję zastępcy generalnego inspektora w Departamencie Zatoki. W latach 1869–1873 był adiutantem gen. Sheridana w Dywizji Missouri i towarzyszył mu jako obserwator wojny francusko-pruskiej (1870–1871) w Europie.
Od 1878 walczył z 1 Pułkiem Kawalerii w wojnach z Indianami w różnych miejscach amerykańskiego pogranicza, m.in. z Indianami Bannock na Północnym Zachodzie. Za zasługi w ujarzmianiu wrogich plemion w 1886 mianowano go pułkownikiem i dowódcą 7 Pułku Kawalerii wsławionego klęską nad Little Bighorn generała George’a A. Custera w 1876 roku. Rok później Forsyth objął dowództwo Fort Rigley w Kansas, gdzie stworzył szkołę kawalerii i piechoty lekkiej. Skierowany na Terytorium Dakoty w związku z zaniepokojeniem osadników rozprzestrzenieniem się wśród Lakotów kultu Tańca Duchów Forsyth otrzymał rozkaz aresztowania grupy „wrogich Indian” i dowodził 7 Pułkiem Kawalerii podczas masakry Lakotów z grupy wodza Wielkiej Stopy (ang. Big Foot) nad strumieniem Wounded Knee 29 grudnia 1890 roku w rezerwacie Pine Ridge.
Ówczesny dowódca armii USA generał Nelson Miles oskarżył Forsytha o „w najwyższym stopniu karygodne” postępowanie, które doprowadziło do śmierci 25 żołnierzy (w większości od ognia towarzyszy) i „niczym nieusprawiedliwionej oraz wartej najcięższego potępienia” masakry bezbronnych Indian. Nadzorowane przez gen. Milesa wojskowe śledztwo doprowadziło 18 stycznia 1891 roku do pozbawienia Forsytha dowództwa pułku pod zarzutem nieposłuszeństwa. Jednak naciskany przez część oficerów i polityków oraz dający wiarę innym raportom z „bitwy” nad Wounded Knee sekretarz wojny Redfield Proctor 12 lutego anulował tę decyzję, oczyścił Forsytha z zarzutów i przywrócił go do służby. Mimo to gen. Miles do końca życia nie zmienił swej krytycznej opinii, co Forsyth miał mu za złe.
Dwadzieścia Medali Honoru przyznanych żołnierzom 7 Pułku przez Kongres za „heroiczne czyny” pod dowództwem Forsytha podczas starcia nad Wounded Knee to do dziś największa liczba tych odznaczeń wręczonych kiedykolwiek za jedną bitwę. Starania potomków ofiar masakry nad Wounded Knee o odebranie kontrowersyjnych medali żołnierzom Forsytha pozostają bezskuteczne.
W 1894 roku Forsyth został mianowany generałem brygady, a w 1897 generałem-majorem. W 1875 opublikował w Waszyngtonie Raport z ekspedycji w górę rzeki Yellowstone w 1875. Zmarł w Columbus, w stanie Ohio w 1906 roku.